# Baszta Latarniana
Baszta Latarniana (niem. Wehrturm in der Laternengasse) – najstarsza spośród zachowanych baszt systemu fortyfikacji średniowiecznego Gdańska. Sąsiednią basztą jest Baszta Bramy Szerokiej.

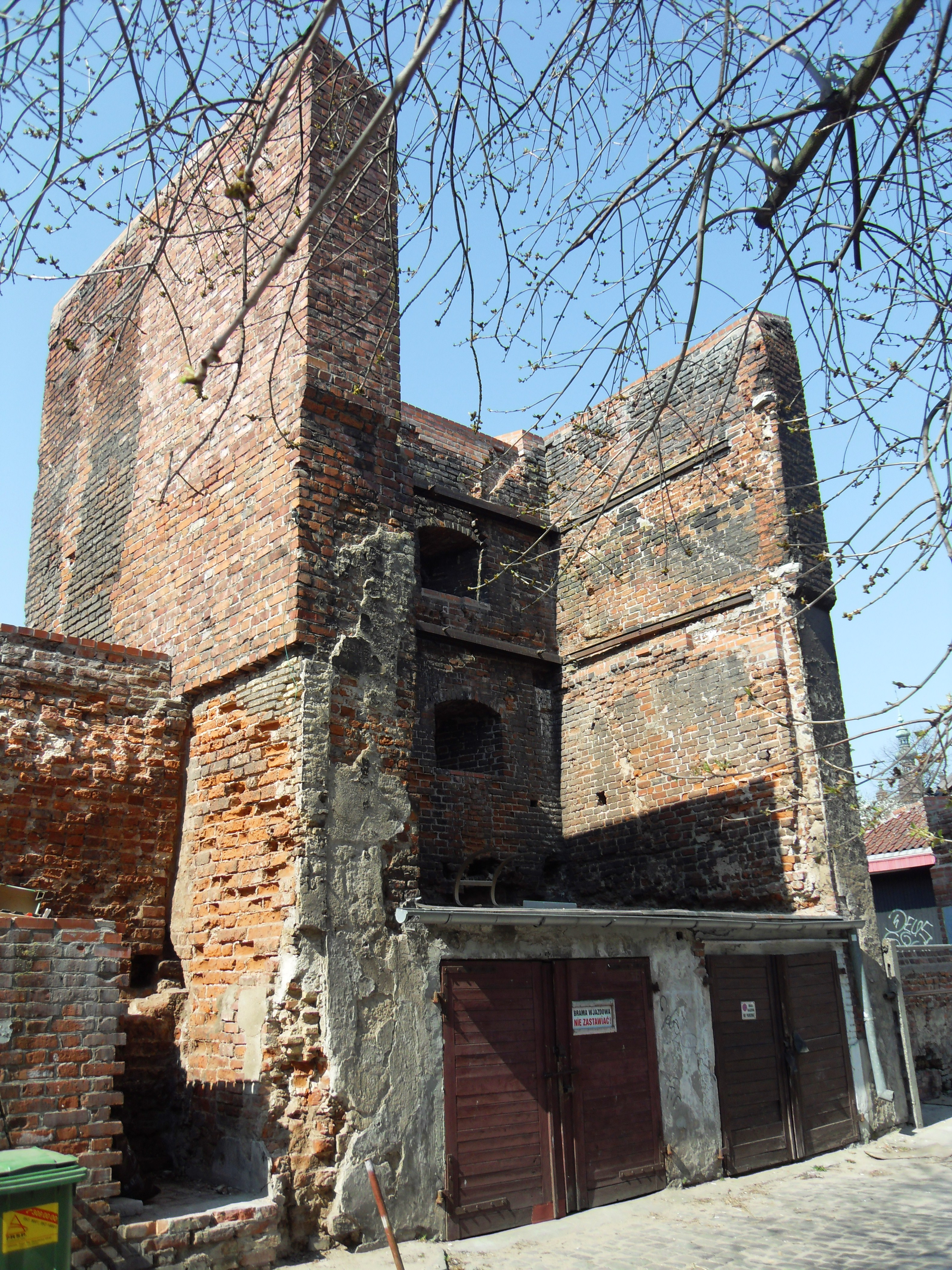
Strona wewnętrzna

## Historia
Baszta o formie prostokątnej powstała w połowie XIV wieku na Głównym Mieście.
Do czasów współczesnych zachowały się w dobrym stanie ruiny baszty i fragment przylegających do niej murów obronnych. Na ścianie baszty widać liczne otwory strzelnicze, które zapewniały niegdyś załodze baszty duże pole rażenia podczas działań obronnych. Po utracie właściwości obronnych była wykorzystywana jako budynek mieszkalny. Obecnie jest niemal całkowicie nie zagospodarowania. Parter wykorzystano na garaże
Polska nazwa baszty została stworzona po 1945 roku. Istniejące relikty bramy wpisane do gminnej ewidencji zabytków.